# Knuthöjdsmossen

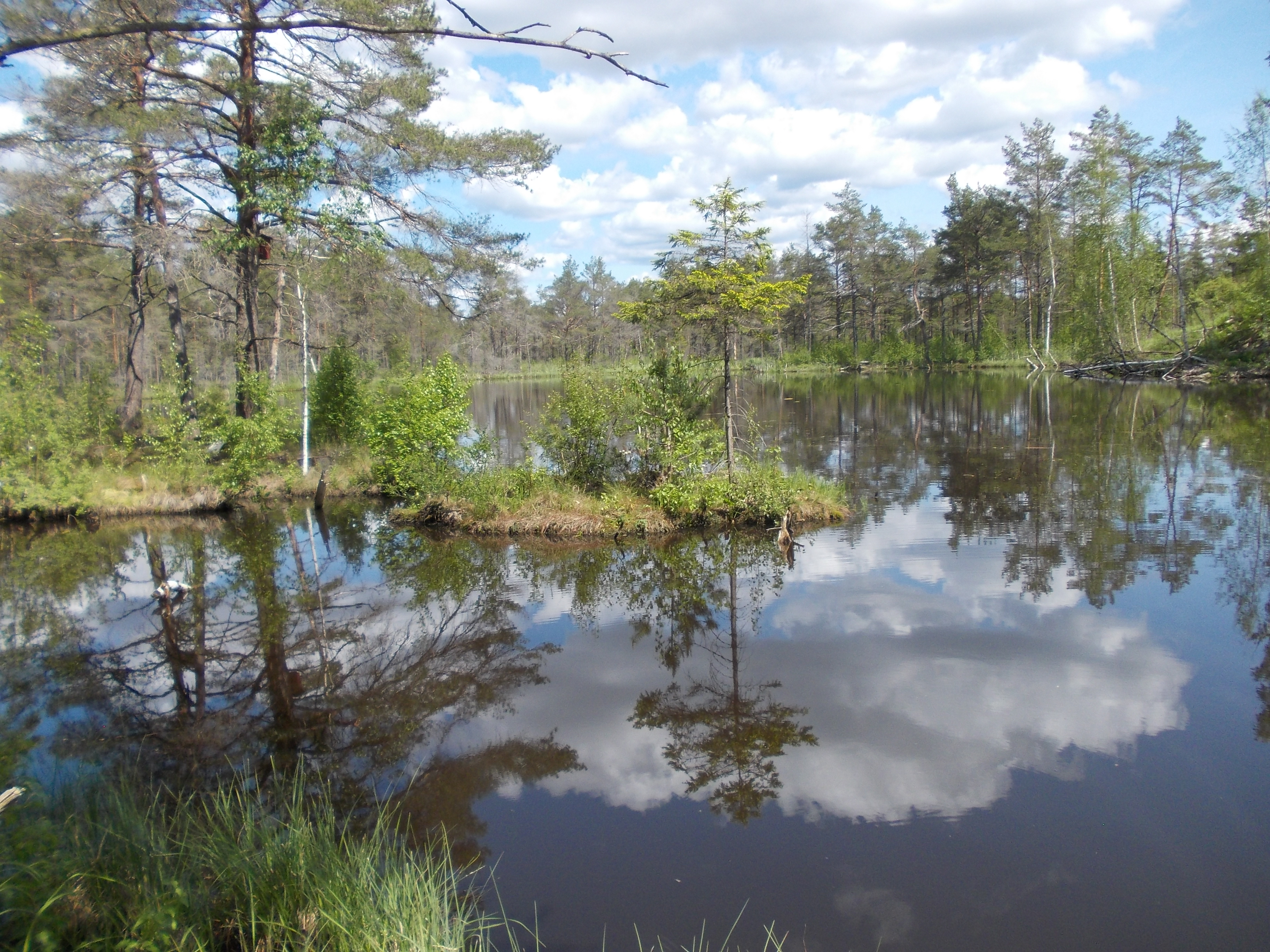
Göl på Knuthöjdsmossen

Knuthöjdsmossen är ett naturreservat som är beläget strax nordväst om Hällefors tätort i Västmanland. Naturreservatet är en stor mosse som innehåller ett antal tjärnar och gölar, som gör att mossen har ett rikt fågelliv. Knuthöjdsmossen är framför allt känd som häckningsplats för smålom, som gärna bygger sitt bo vid gölarna inom reservatet. Där finns det inte så mycket fisk, utan fåglarna måste flyga iväg och  hämta föda åt sig själva och sina ungar från större sjöar. Mossen är också den andrikaste i Örebro län. Här finns bland annat gräsand, kricka och knipa. I reservatet finns också tofsvipa, skogssnäppa, enkelbeckasin och storspov.